# خواكين ألفاريز
خواكين ألفاريز (بالإسبانية: Quini Álvarez)‏ (4 يوليو 1980 مدريد إسبانيا - ) هو لاعب كرة قدم إسباني يلعب كمهاجم.

## روابط خارجية
- خواكين ألفاريز على موقع قاعدة بيانات كرة القدم.إي يو (الإنجليزية)
- خواكين ألفاريز على موقع Soccerway.com (الإنجليزية)
- خواكين ألفاريز على موقع AS.com (الإسبانية)